# Somerset West
Pour les articles homonymes, voir Somerset (homonymie).

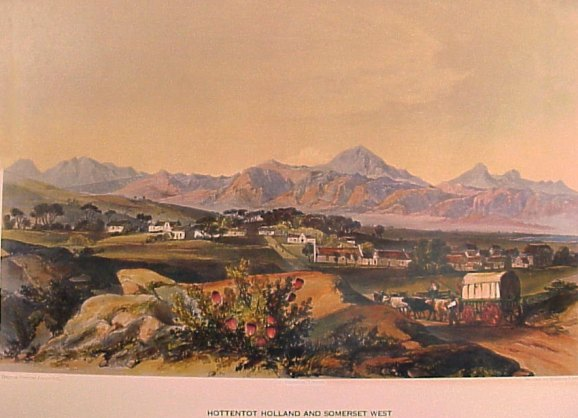
Somerset West au XIXe siècle

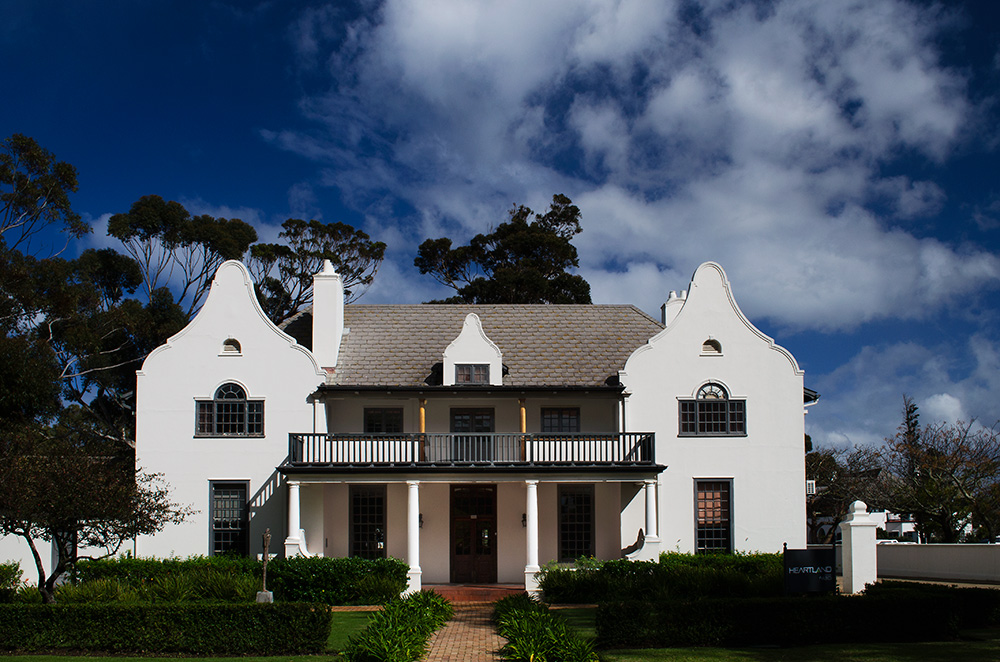
Quinan House (1901), ancienne maison du directeur général de la De Beers Cape Explosive Works (AECI)

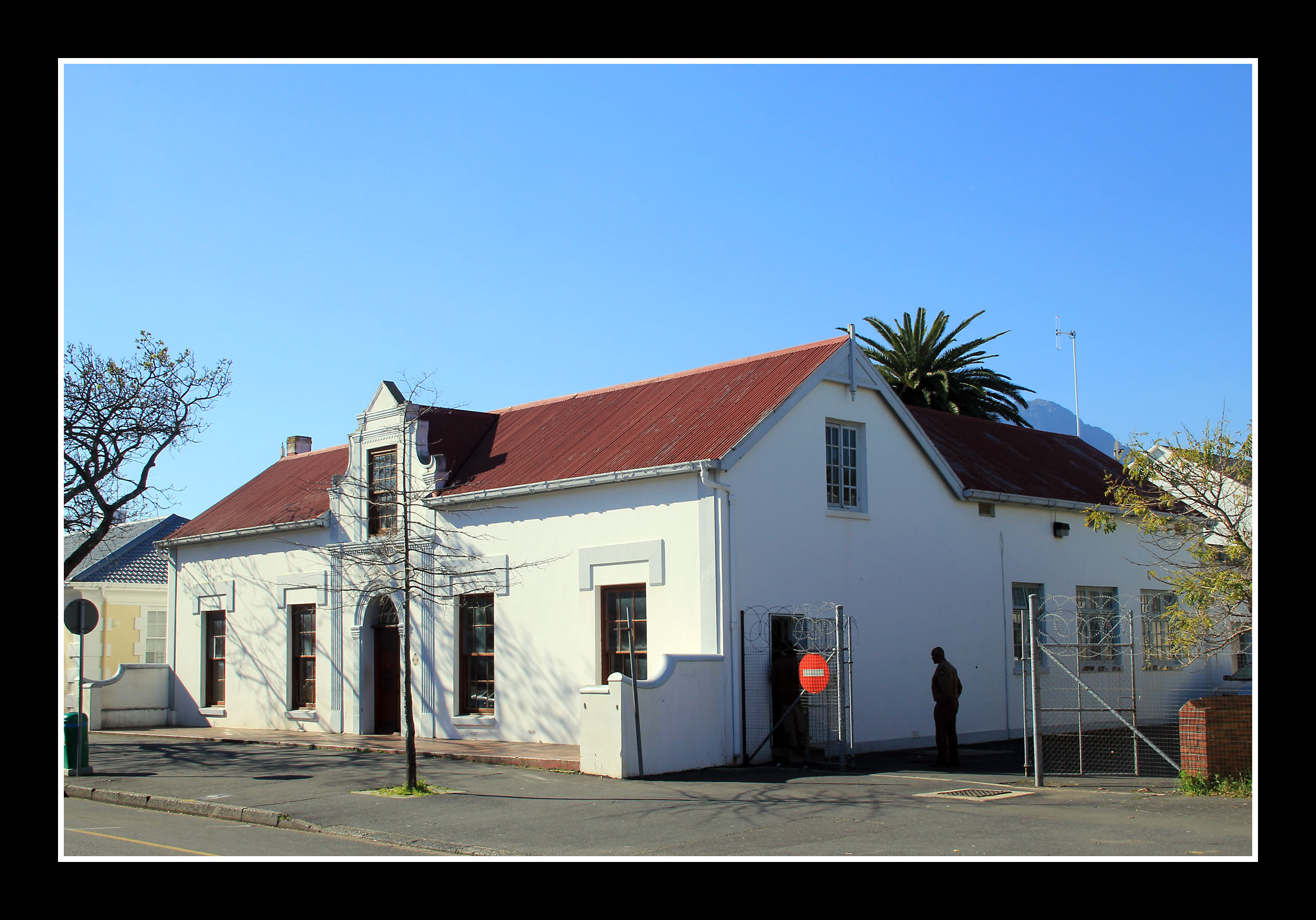
Poste de police de Somerset West

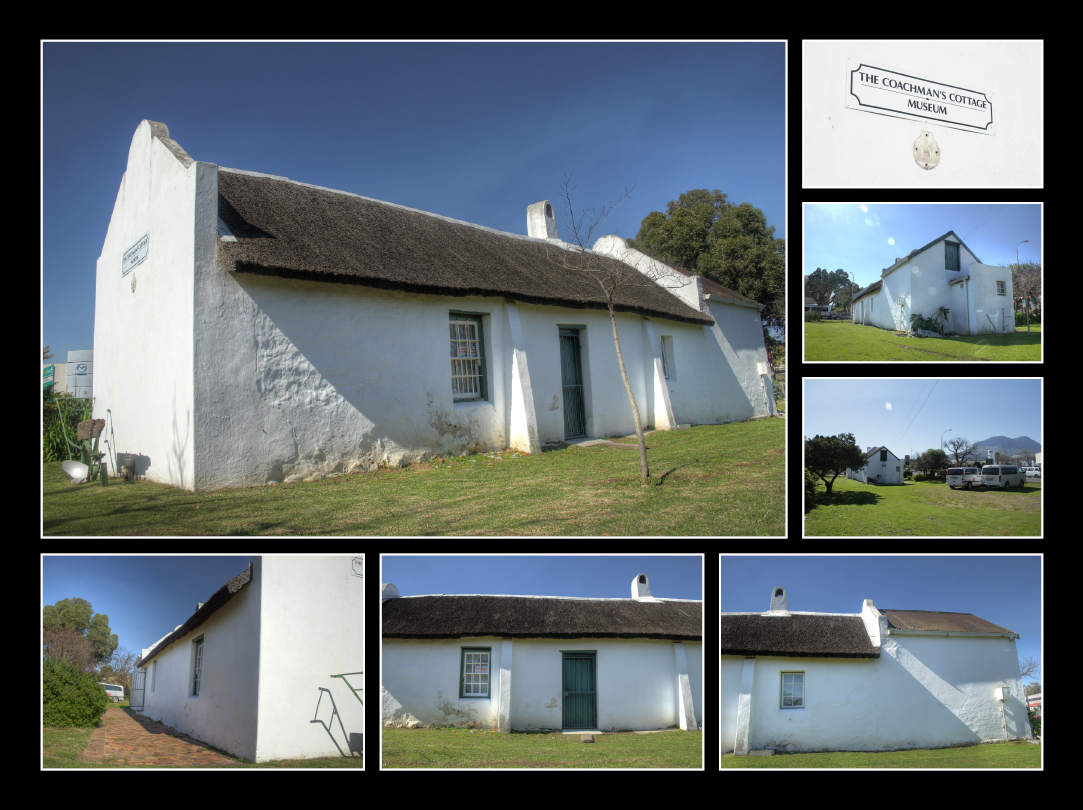
Coachman's Cottage sur Andries Pretorius Street

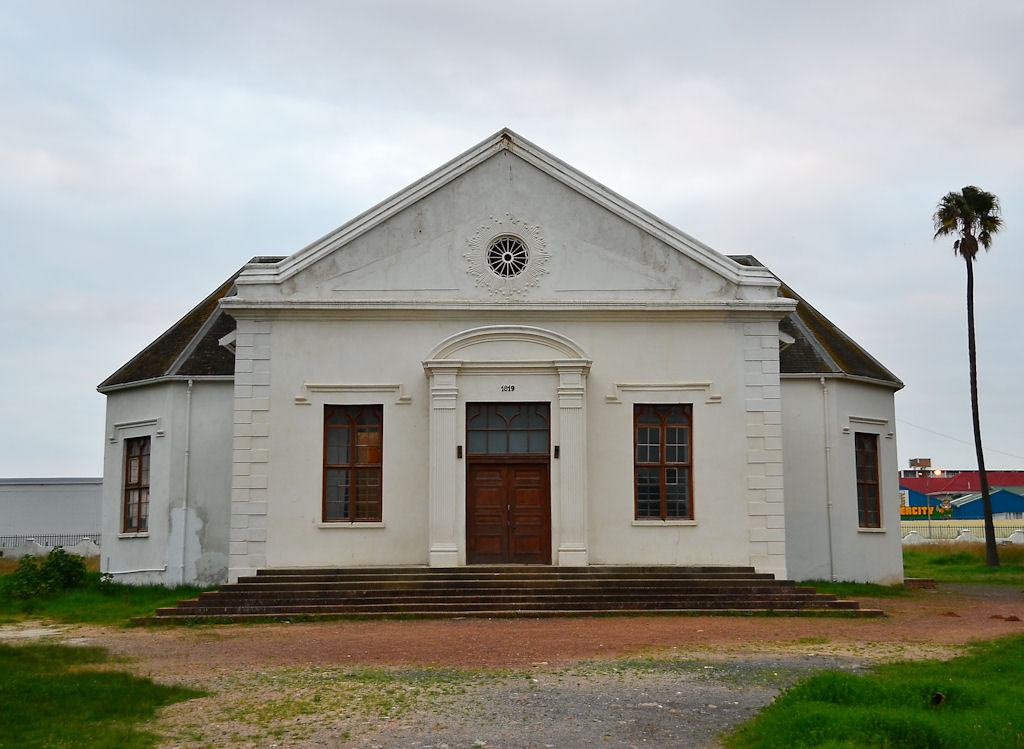
Vieille église réformée néerlandaise située entre Church et Victoria Street

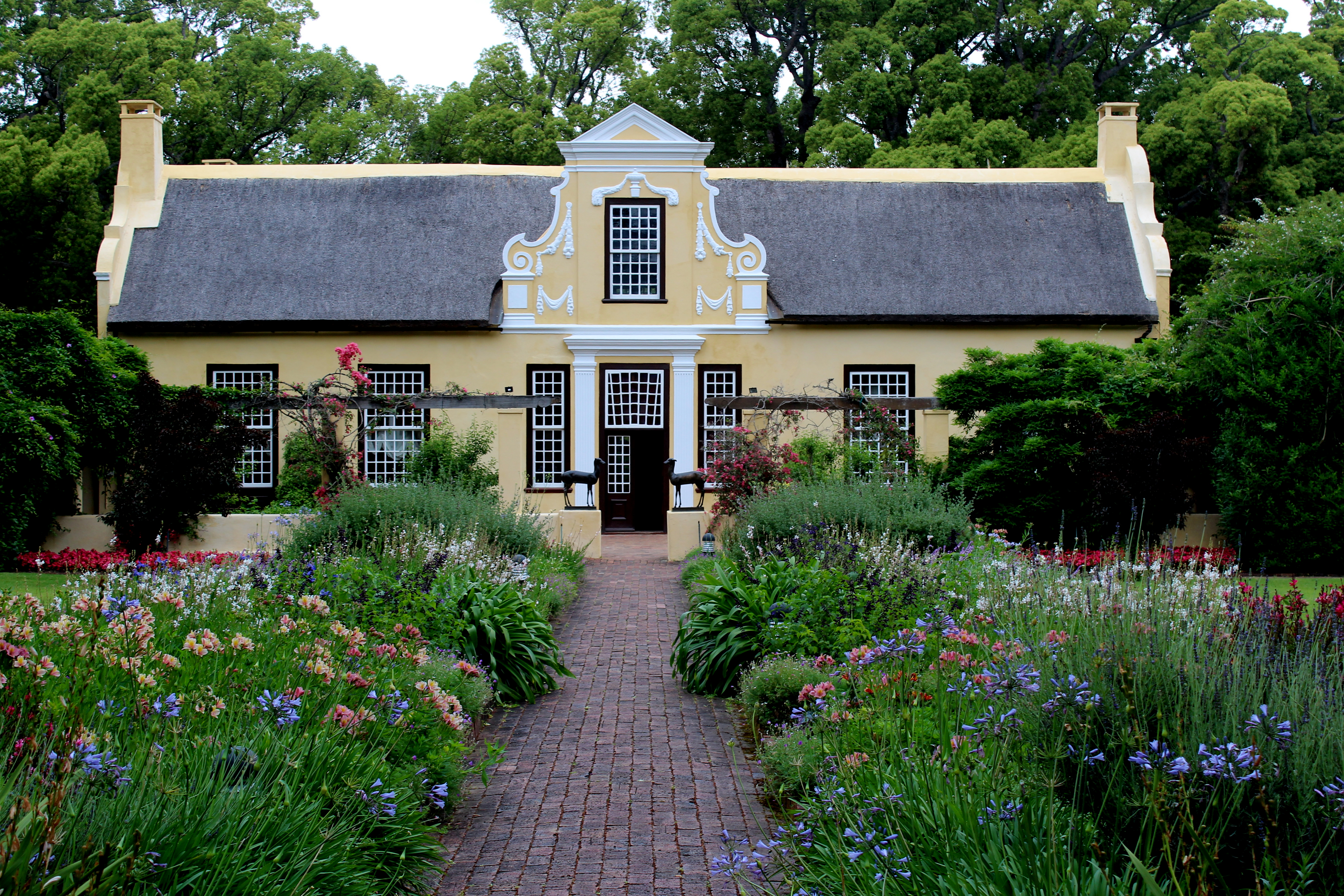
Le domaine de Vergelegen

Somerset West (afrikaans : Somerset-Wes) est une ville de la province du Cap-Occidental, en Afrique du Sud. Elle est située dans la zone du Helderberg (autrefois appelé Hottentots-Holland), à 50 km environ à l'est du Cap et à 10 km de Strand.
La ville est entourée par l'imposant Helderberg (qui signifie "montagne claire"), une partie de la chaîne de montagnes du Hottentots-Holland.
Le code des plaques minéralogiques est CFM et le code postal 7130 (pour les adresses physiques) ou 7129 (pour les boîtes postales).

## Démographie
Somerset West compte plus de 55 166 résidents, principalement issus de la communauté blanche (60,08%).
Les noirs représentent 12,98% des habitants tandis que les coloureds, population majoritaire au Cap, représentent 24,53% des résidents.
Les habitants sont à 52,33% de langue maternelle afrikaans et à 37,55% de langue maternelle anglaise.

## Liste des quartiers
- Parel Vallei
- Spanish Farm
- Jacques Hill
- Land en Zeezicht
- Heldervue

## Histoire
Les terres ont été achetées à l'origine aux populations locales et un élevage a été installé à cet endroit par des soldats hollandais en 1672.
Une ville se développe autour de la rivière Lourens (à l'origine "Tweedrivier") et de la ferme de Vergelegen (qui signifie en hollandais "éloigné"). Cette ferme du XVIIIe siècle a été construite dans le style historique hollandais du Cap par Willem Adriaan van der Stel, qui a donné son nom à la ville voisine de Stellenbosch. Plus tard, Willem Adriaan est renvoyé en Hollande après avoir été accusé de corruption et de cruauté envers les fermiers locaux. La ferme est aujourd'hui la propriété d'une grande compagnie minière anglo-américaine, qui a restauré les bâtiments dans leur splendeur originelle et qui continue de produire un des meilleurs vins d'Afrique du Sud. La ferme est ouverte aux touristes.
La ville a été nommée Somerset d'après le nom d'un gouverneur anglais de la colonie du Cap dans les années 1800, Lord Charles Henry Somerset. Le suffixe "West" a été ajouté après 1825 pour différencier la ville de Somerset East, une autre ville sud-africaine dans le Cap-Oriental. Dans les années 1830, le Passage de Sir Lowry ("Sir Lowry's Pass"), nommé d'après le nom du gouverneur Sir Lowry Cole, est construit pour relier la ville aux postes plus loin à l'est, au-delà des montagnes du Hottentos-Holland.
Dans les années 1960, l'usine AECI entre Somerset West et Strand était la deuxième plus importante usine de dynamite au monde. Aujourd'hui, la ville héberge la plus grande concentration de millionnaires dans le pays.[citation requise]
Somerset West fut une municipalité avant de se fondre en 1996 avec celles de Gordons Bay et Strand dans la municipalité d'Helderberg. En 2000, cette dernière a été dissoute et ses communes intégrées dans la nouvelle métropole du Cap.

## Circonscriptions électorales
La commune de Somerset West se partage entre 2 arrondissements (le 8e et 22e arrondissement) et entre 3 circonscriptions municipales:
- la circonscription 15 (Somerset ridge - Nutwood - Pearl Marina - Pearl Rise - Montchere - Monte Sereno - Lynn's View - Schonenberg - Stellenbosch Farms - The Links - Parel Vallei - Spanish Farm - Somerset West - Westridge - Lonkers Hoogte - Fraaigelegen - Braeview - Goede Hoop - Highveld - Helderberg Estate - Helderzicht - Helena Heights - Briza Township - Heldervue - Griselda - La Sandra - Dorhill au sud-ouest de Roux Street, nord-ouest de Drummer Street, nord-est de Main Road et sud-est de Woodlands Road et Smuts Avenue) - Firgrove Rural - Illaire - Die Wingerd - Bell Aire - Somchem Site - Interchange) dont le conseiller municipal est Benedicta van Minnen (DA)
- la circonscription 84 (Martinette - Longdown Estate - Nature's Valley - Morningside - World's View - Parel Vallei - Stuart's Hill - Somerset West - Helderrant - Golden Hill Ext 1 - Bridgebank - Bridgewater - Land en Zeezicht - Golden Acre - Dorhill au sud-ouest de Irene Avenue, nord-ouest de Stuart's Hill, nord-est de Main Road et sud-est de Drummer Street) - Carwick) dont le conseiller municipal est Stuart Pringle (DA)
- la circonscription 100 (Somerset West Rural - Broadlands - Sir Lowrys Pass - Gustrouw - Cassablanca - Southfork - Harmony Park - Gordons Bay Central - Temperance Town - Harbour Island - Anchorage Park - Mountain Side) dont le conseiller municipal est Johannes (Johan) Middleton (DA).

## Intérêts touristiques
Chaque année à Noël, Somerset West est décorée de lumières sur Main Road. Le festival des lumières du Helderberg (aussi connu sous le nom de "Strawberry Festival", festival des fraises), un marché aux puces et une parade viennent en général compléter ces lumières.
Une radio communautaire, Radio Helderberg, émet des communiqués locaux et diffuse de la musique pop.
La réserve naturelle du Helderberg, une réserve de 363 ha ouverte en 1964, contient une large variété de petite faune (buck, tortues et autres reptiles) et de splendides spécimens de flore indigène comme les protées et le fynbos.
Somerset West dispose d'infrastructures sportives dont plusieurs terrains de golf.
La ville historique de Stellenbosch est accessible par la route R44. Toute la région entre Somerset West et Stellenbosch est couverte de domaines viticoles, où les visiteurs peuvent déguster et acheter du vin.
Somerset West est traversée par la Route nationale 2 qui suit la côte de l'Océan Indien vers l'est. Elle passe notamment par le col Sir Lowry's Pass qui surplombe la ville.

## Éducation
La ville dispose de toute une gamme d'écoles primaires et secondaires.
Écoles primaires
- Somerset House
- Somerset College
- Somerset Private
- Helderberg Primary School/High School
- De Hoop Primary
- Beaumont Primary

Écoles secondaires
- Hottentots-Holland
- Parel Vallei
- Somerset College
- Somerset Private

## Personnalités
Handré Pollard (1994), joueur de rugby à XV, champion du monde en 2019 et 2023.

### Liens internet
- Site web officiel de la ville (en)
- La réserve naturelle du Helderberg (en)
- Le marché artisanal de la ville (en)
- Somerset College (en)
- Blog photo local (en)
- Site local (en)